# Бардіне
Бардіне (біл. Бардзіна) — колишнє селище в Єроминській сільській раді Гомельського району Гомельської області Білорусі.

## Географія

### Розташування
В 1 км на північ від Гомеля, на шосе Довськ — Гомель. Розташований на перехресті «Першої Гомельської кільцевої автодороги» і дороги на село Мічурінське.

## Транспортна мережа
Планування складається з прямолінійної вулиці, орієнтованої з південного сходу на північний захід і забудованої по обидва боки шосе переважно дерев'яними будинками садибного типу.

## Історія

### У складі Російської імперії
Селище засноване на початку XX століття.
У 1909 році — хутір, 31 десятина землі, в Поколюбицькій волості Гомельського повіту Могильовської губернії.

### У складі БРСР (СРСР)
У 1926 році в Титенській сільраді Гомельського району Гомельського округу. 
У 1931 році жителі вступили в колгосп. 
У 1959 році в складі колгоспу імені XXII з'їзду КПРС (центр — село Єромине).

### У складі Республіки Білорусь
З 17 червня 2008 року скасоване приєднанням до села Єромине.

## Населення

### Чисельність
- 2004 — 84 господарств, 216 жителів.